# Pluralia tantum
Pluralia tantum (с лат. — «множественные только»), ед. ч. plurale tantum — разряд имён существительных, употребляемых только во множественном числе.
pl. — традиционное обозначение, используемое в словарях для указания слов этого типа.

## Грамматическая природа pluralia tantum
Согласно «Русскому именному словоизменению» Зализняка (1967), pluralia tantum в русском языке представляют собой особый согласовательный класс, так называемый парный род, требующий при согласовании всегда окончаний, совпадающих с окончаниями множественного числа.
По мнению А. Н. Соболева, в случае pluralia tantum словоизменительная морфема (граммема) выступает в качестве словообразовательного элемента (дериватемы) с лексическим значением собирательности, а в нестандартных формах русского языка и других славянских языков наблюдается системная сингуляризация соответствующих форм.

## Типичные pluralia tantum
В современном русском языке к категории pluralia tantum относятся около 600 слов. Подавляющее большинство из них относятся к следующим категориям:
- отвлечённые существительные, обозначающие сложные действия (выборы, проводы), явления природы (потёмки, сумерки), бытовые обряды (именины, смотрины), различные игры (жмурки, прятки), отрезки времени (каникулы, сутки) и т. д.;
- вещественные существительные, обозначающие или само вещество, материал, или его отходы, остатки (белила, дрожжи, дрова, духи, консервы, макароны, опилки, отруби, сливки, чернила и т. д.)
- конкретные существительные, обозначающие составные, в том числе парные, предметы (брюки, вилы, грабли, качели, ножницы, очки, перила, тиски, часы, шахматы, шашки, щипцы и т. д.);
- собственные существительные, выступающие как географические и астрономические названия (Альпы, Балканы, Горки, Жигули, Карпаты, Пиренеи, Холмогоры, Черкассы, Близнецы и др.)

## Пограничные случаи pluralia tantum
Иногда для слова, являющегося pluralia tantum, можно указать слово, подобное предполагаемой форме единственного числа, но имеющее значение, никак не связанное с исходным словом. Напр.: трусы́ (pl.) — трус. Такие ситуации следует рассматривать как случаи омонимии.
Более сложная ситуация — когда слово pluralia tantum и возможная форма единственного числа грамматически связаны, но имеют разные значения. Так, «Близнецы» как название созвездия — pluralia tantum, но слово «близнецы» в значении «два ребёнка одной матери, выношенные одновременно», таковым не является.
Встречается образование ненормативной формы единственного числа в разговорной речи: Жигули — жигуль, консервы — консерва.